# واين براون (سياسي)
واين براون (بالإنجليزية: Wayne Brown)‏ هو شخصية أعمال وسياسي أمريكي، ولد في 16 نوفمبر 1936 في الولايات المتحدة، وتوفي في 14 مايو 2013 في نفس البلد.